# Альшванг Арнольд Олександрович
Арно́льд Олекса́ндрович Альшва́нг (*19 вересня (1 жовтня) 1898, Київ — †28 липня 1960, Москва) — радянський музикознавець, доктор мистецтвознавства з 1944.

## Біографія
Закінчив Київську консерваторію (1920) як піаніст (клас Генріха Нейгауза), потім (1922) як композитор (в Рейнгольда Глієра й Болеслава Яворського). Доктор мистецтвознавства (1944).
1919 року викладав у Театральній академії в Києві.
У 1919—1921 роках керував у Києві військово-музичною школою. Викладав у Київській (1923—1925) і Московській (1930—1934) консерваторіях.
Альшванг Арнольд Олександрович пробув два роки у засланні (арештований за безпідставним звинуваченням) — спочатку у м. Тобольськ, потім на Кавказьких Мінеральних Водах та м. Оренбург. Після чого повернувся до музикальної та педагогічної діяльності.
Згодом не раз гастролював в Україні як піаніст і виступав з лекціями з питань музичної культури. Підтримував дружні стосунки з П. О. Козицьким (який присвятив фортепіанну прелюдію, 1920), Лесем Курбасом, В. Л. Модзалевським, Г. І. Нарбутом, Павлом Тичиною.

## Праці
Опублікував книги про К. Дебюссі (1935), О.Скрябіна (1945), П.Чайковського (1959), посмертно виданий збірник «Твори К. Дебюссі і М. Равеля» (1963). 1940 року у серії «Жизнь замечательных людей» випустив книгу про Л. Бетховена, потім (1952) переробив її в монографію, 1963 року підготував розширене й доповнене видання (3-і вид. 1966, 4-і вид. 1971; ця книга вийшла також у перекладах на угорські, естонські, румунські мови).
Автор статей про П. О. Козицького (1934), В. В. Пухальського (1948), ряду публікацій в українській пресі.
Серед музичних творів — Симфонічна поема на українські народні теми (1926).